# Енн Ширлі (персонаж)
Енн Ширлі (англ. Anne Shirley) — персонаж книг канадської письменниці Люсі-Мод Монтгомері.

## Опис
Енн Ширлі з'являється в першій книзі серії як дівчинка 11 років, яку неодружені фермери брат і сестра Катберти помилково беруть до себе з сиротинця замість запланованого хлопчика-помічника. Енн має добре розвинену уяву, що призводить до потрапляння її в нещасливі ситуації, але й сприяє спілкуванню з цікавими людьми, зокрема її найкращою подругою Діаною Баррі. В серії романів Енн дорослішає та розвивається завдякі постійній освіті та самоосвіті. Надалі вона стає вчителькою та виходить заміж за суперника в навчанні, а потім і друга дитинства Гілберта Блайта.

## Екранізації

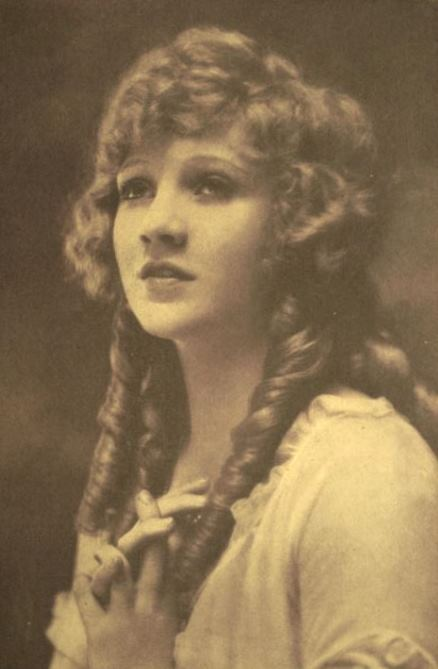
Мері Мінтер у ролі Енн Ширлі (1919)

У першій німій екранізації «Енн з Зелених дахів» 1919 року роль Енн Ширлі зіграла американська акторка Мері Майлз Мінтер.
У однойменному фільмі 1934 року роль Енн зіграла молода акторка Дон Евелін Періс, яка після цієї ролі змінила своє ім'я на Енн Ширлі.
1979 року в Японії вийшов аніме-серіал «Анна з Зелених Дахів», а 2009 року — пріквел «Привіт, Енн! Що було до Зелених Дахів».
У канадському телефільмі 1985 року «Енн з Зелених дахів» та його продовженнях 1987 і 2000 року роль Енн зіграла акторка Меган Фолловс. У продовженні серіалу 2008 року «Енн з Зелених дахів: новий початок» роль дорослої Енн зіграла Барбара Герші.